# Łódź miasto kultury
Łódź miasto kultury (dt. Łódź – Kulturstadt) ist ein 2007 gedrehter polnischer Werbefilm, mit dem sich die Stadt Łódź als der polnische Kandidat für die Kulturhauptstadt Europas 2016 bewarb. Der Film wurde von Małgorzata Kamińska und Wojciech Bruszewski produziert. Der musikalische Rahmen stammt von Sebastian Kondratowicz und der Band Elektryczny Węgorz. 
„Łódź – Kulturstadt“ zeigt Personen, die auf besondere Weise mit Łódź verbunden sind bzw. waren. Darunter sind Persönlichkeiten wie David Lynch, Artur Rubinstein, Jerzy Kosiński, István Szabó, Karl Dedecius, Jan A.P. Kaczmarek, Rob Krier und Władysław Reymont zu sehen. 
In schnell wechselnden Bildausschnitten wurden zahlreiche historische Objekte aufgezeichnet, die ein Teil der städtischen Kultur- und Bildungslandschaft sind, darunter das Kunstmuseum, die Artur-Rubinstein-Philharmonie, die Filmhochschule und die Ulica Piotrkowska mit der „Allee der Stars“ (Aleja Gwiazd). Auch Veranstaltungen, die regelmäßig in Łódź stattfinden, wie Camerimage und Łódzkie Spotkania Baletowe, wurden thematisiert.

## Auszeichnungen
Die Produktion bekam viele Preise, u. a.:
- Erster Preis der VII. International Film Competition The Golden City Gate – ITB Berlin 2008
- XII. Document.Art – The International Festival of Touristic and Ecology Film – Câmpulung-Muscel, Rumänien: Paul-Călinescu-Preis für den besten touristischen Film
- XVI. MEFEST – International Festival of Touristic, Ecological, Sport and Culinary Films – Veliko Gradište, Serbien:

- Grand Prix – Gavrilo Gavra Azinovic
- Golden-Pine-Preis für den besten touristischen Film

- I. Art&Tur International Tourism Film Festival – Barcelos, Portugal: Erster Preis in der Kategorie Kulturtourismus
- International Committee of Tourism Film Festivals CIFFT Wien: Grand Prix für den besten touristischen Film des Jahres 2008